# Wally Borrevik
Wallace Bernard Borrevik, detto Wally (Silverton, 14 novembre 1921 – Coos Bay, 9 dicembre 1988), è stato un cestista e allenatore di pallacanestro statunitense, professionista nella NBL.

## Carriera
Giocò per una stagione nella NBL, disputando 50 partite con 1,8 punti di media.